# Anne Margrethe Strømsheim
Anne Margrethe Strømsheim (née Bang le 4 décembre 1913 à Trondheim, morte le 6 octobre 2008) est une résistante norvégienne lors de la Seconde Guerre mondiale, connue comme « Lotten fra Hegra ».
Anne Margrethe rejoint la Résistance lorsque les Allemands occupent la Norvège en avril 1940. Elle a participé à l'évacuation des enfants de Trondheim, puis partit à Selbu. De là, elle part pour Stjørdalen, où elle rejoint les volontaires qui se trouvent dans la forteresse d'Hegra. Au moment de son inscription dans les rangs des résistants, le major Hans Reidar Holtermann a déclaré : « Nous n'avons pas de place pour les femmes hystériques ». Après 26 jours de batailles, elle obtient le titre honorifique de « Lotten de Hegra ». À la suite de la prise d'Hegra par les Allemands, elle est prisonnière une période à Berkåk. Plus tard, elle rejoint la Résistance à Trondheim.
Pour ses efforts de guerre, elle reçoit la Médaille de guerre et la Médaille de la défense. Elle recevra encore quatre médailles, dont une américaine.
Après la guerre, elle a travaillé auprès des enfants aveugles et des invalides de guerre. Pour cela, elle a reçu la Médaille royale du mérite. Elle donnera ses décorations en 2006 au musée d'Hegra.
Le 8 mai 2005, la commune de Stjørdal a honoré Anne Margrethe en donnant son nom à une rue : "Anne Margrethe Bangs gate".